# 迪克森 (伊利诺伊州)
迪克森（英語：Dixon）是位于美国伊利诺伊州李县罗克河畔的一座城市，也是利县的县治所在。根据美国人口调查局2000年统计，共有人口15,941人，其中白人占86.33%、非裔美国人占10.48%。
美国第40任总统罗纳德·里根的年少时代就是在迪克森度过的。